# Richard Lazarus
Richard S. Lazarus (* 3. März 1922 in New York; † 24. November 2002 in Walnut Creek) war ein amerikanischer Psychologe und führender Verfechter der Emotionstheorie der kognitiven Bewertung. Er entwickelte eine Theorie zur Stressbewältigung, die als Stressmodell von Lazarus seinen Namen trägt, und leistete Beiträge zur Kognitiven Wende.

## Leben
Richard S. Lazarus studierte 1942 an dem City College of New York. Nach dreieinhalb Jahren Dienst in der Armee wurde er 1948 an der University of Pittsburgh promoviert. Danach lehrte Lazarus bis 1953 an der Fakultät der Johns Hopkins University und anschließend bis 1957 an der Clark University. Anschließend war Lazarus an der UC Berkeley tätig, bis er 1991 in den Ruhestand ging.
Richard Lazarus hatte mit seiner Frau Bernice zwei Kinder. Er starb am 24. November 2002 nach einem Sturz in seinem Haus. Sein Nachlass umfasst über 150 wissenschaftliche Publikationen und zwanzig eigene Werke.

## Forschung

Veranschaulichung des Stressmodells von Richard Lazarus

Als Lazarus seine Forschungen zu Stress und Emotionen an der Johns Hopkins University begann, gab es – bis auf das Militär – nur geringes Interesse an diesen Themen. An der UC Berkeley setzte Lazarus bei seinen Untersuchungen auch Filme ein, um Stressreaktionen oder Emotionen bei den Probanden hervorzurufen. Dabei dokumentierte er, wie die Versuchspersonen das Wahrgenommene unter verschiedenen Bedingungen (z. B. wurden intellektualisierte, verharmlosende Kommentare hinzugefügt) bewerteten. Lazarus fand heraus, dass die unterschiedliche Interpretation (Bewertung) des Wahrgenommenen Auswirkungen auf die Stärke des Stresses und damit seine Bewältigung hat.
Richard Lazarus stellte die Bedeutsamkeit heraus, die der Art und Weise, mit Stress umzugehen, zukommt. So habe dies entscheidend Auswirkungen auf das körperliche, soziale und seelische Wohlbefinden. Weiterhin fand er eine Wechselbeziehung zwischen Stress und Coping (Stressbewältigung) heraus. Sofern Coping wirkt, ist der Stress kontrolliert und wird bewältigt. Funktioniert das Coping nicht, gerät der Stress außer Kontrolle und kann möglicherweise in einer psychischen Störung enden.
Nachdem er 1966 ein wissenschaftliches Werk zu psychologischen Stress und Coping-Prozessen veröffentlichte, regte dies erstmals auch auf akademischer Seite Interesse an diesem Themengebiet an. So wurden seine Forschungsergebnisse auch in die Fachbereiche der Soziologie, der Anthropologie und der Medizin getragen.
In seinem im Jahr 1999 erschienenen Werk Stress and Emotion: A New Synthesis (Stress und Emotion: Eine neue Synthese) machte Lazarus die Beziehung zwischen Stress, Emotionen und Gefühlen deutlich. Er betonte auch den Alltagsstress – entgegen damals vorherrschender Ansicht – als eine Ursache für menschliches Leid. Besonderes Augenmerk legte er auf die Bewertung von Ereignissen und die sich anschließende Reaktion. Er hat sich auch für eine stärkere Beachtung von Prozessen im Vergleich zu Strukturen und für das systematische Studium der intraindividuellen Variabilität in natürlichen Zeiträumen über lange Zeiträume eingesetzt:

„We have lost a sense of the whole person with an individual history and life trajectory. We seldom study individuals in depth programmatically. Instead we have made psychology into a weak imitation of the physical sciences, having fallen in love with causal variables, which is an outlook that makes it difficult to view persons as complex and integrated beings, operating within lager systems.“

„Wir haben den Sinn für den ganzen Menschen mit seiner individuellen Geschichte und seinem Lebensweg verloren. Wir studieren selten programmatisch den Einzelnen in seiner ganzen Tiefe. Stattdessen haben wir die Psychologie zu einer schwachen Nachahmung der Naturwissenschaften gemacht, indem wir uns in kausale Variablen verliebt haben, eine Sichtweise, die es schwierig macht, Personen als komplexe und integrierte Wesen zu betrachten, die in größeren Systemen agieren.“

## Auszeichnungen
- 1969–1970: Guggenheim-Stipendium
- 1984: Anerkennung der California Psychological Association
- 1992: Distinguished Scientific Contribution Award der American Psychological Association (vgl.: http://www.apa.org/about/awards/div-29-distpsyc.aspx)
- 1988: Ehrendoktor der Johannes Gutenberg-Universität Mainz
- 1995: Ehrendoktor der Universität Haifa.

## Veröffentlichungen
- 1984: Stress, Appraisal and Coping. Gemeinsam mit Susan Folkman.
- 1991: Emotion and Adaptation. Oxford University Press, New York NY u. a. 1991, ISBN 0-19-506994-3
- 1994: Passion and Reason. Making Sense of our Emotions. Gemeinsam mit Bernice Lazarus.
- 1998: The Life and Work of an Eminent Psychologist. Autobiografie. Springer, New York.
- 1999: Stress and Emotion. A New Synthesis. Free Association Books, London 1999, ISBN 1-85343-456-6 (Nachdruck).